# 美好时光 (马丁·盖瑞斯歌曲)
《美好时光》（英語："These Are the Times"）是荷兰DJ马丁·盖瑞斯主唱，牙买加歌手JRM伴唱的单曲。歌曲通过盖瑞斯位于荷兰的唱片公司戳印唱片发行，并于2019年7月18日独家授权给索尼音乐旗下的史诗阿姆斯特丹。

## 背景
2019年7月4日晚，盖瑞斯在个人第五场乌斯怀亚伊维萨住宅区演出时首次演唱了《美好时光》。第二天，DJ专属的粉丝主页Martin Garrix Hub在推特上发帖：“马丁·盖瑞斯昨晚在乌斯怀亚伊维萨岛的伤后首秀中首次演唱了新音乐。歌名无疑是《美好时光》并包含JRM的人声伴唱。”
JRM，全名贾拉米·耶尔·丹尼尔斯（Jaramye Jael Daniels），是牙买加歌手兼词曲作家，在洛杉矶工作。他曾与多名艺人合作，但均未真正取得成功。此次他与盖瑞斯的合作可能是他迄今为止最重要的作品。
7月13日，Martin Garrix Hub在推特上发布了歌曲的一段视频，配文“新音乐！”并带有标签“#TheseAreTheTimes”。7月15日，盖瑞斯在Instagram上宣布了发行信息，并写道：“呜呼！很激动地告诉你们，和@jamaicanjerm合作的《美好时光》将于周四（中欧夏季时间下午2点 / 美国东部时间上午8点）发行！”
2019年9月6日，在接受《先锋报》采访时，盖瑞斯说：“《美好时光》的主题就是要活在当下，不要害怕抓住机会，因为它们可以成为你生命中最美好的时刻。（……）我很享受制作这些歌曲，能够与JRM合作真是太好了。今年夏天我在乌斯怀亚的时候，我演唱了《美好时光》，人们为之疯狂，它就像一张通行证一样。”

## 评价
《美好时光》起初与艾维奇的音乐风格进行了比较，因为二者曲调相近。根据《Your EDM》的马修·梅多（Matthew Meadow）所说，“《美好时光》比盖瑞斯的其他作品更简单，因为大部分曲目都只有一个基本的旋律。他指出，JRM的声音几乎没有经过处理，并且在整个播放过程中使用了3次降幅。《EDM.com》的尼克·约普科（Nick Yopko）表示人声“引人入胜，与主舞台的旋律相得益彰”。《公告牌》的凯特·贝因（Kat Bein）将歌曲描述为“一首轻松的曲调，充满了JRM柔和的旋律和鼓舞人心的歌词”。据她所说，歌曲被赋予了一种“心灵闪耀的感觉”。为《Dancing Astronaut》撰文的罗斯·戈登伯格（Ross Goldenberg）说盖瑞斯“补充了他的夏日祭综合档案”。《DJ Times》的布赖恩·博纳沃里亚（Brian Bonavoglia）认为歌曲“曲调多姿多彩、令人愉悦”并且“是一首感觉良好的赞歌”。法国《aficia》网站的瓦伦丁·马尔夫（Valentin Malfroy）形容歌曲是“一首旋律优美的流行赞歌，轻盈且充满夏日气息”。《DJ Mag Germany》的玛丽（Marie）称歌曲为“未来浩室风格的流行音乐”。

## 音乐视频
在《美好时光》发行当天，其音乐视频通过马丁·盖瑞斯的YouTube频道发布。这标志着在2018年9月与AXE音乐合作了《Burn Out》后，盖瑞斯与其在新广告系列活动中的又一次合作。视频片段看起来像一首歌曲，充满了夏日芬芳并有盖瑞斯本人的客串。一对夫妇被一根很长的耳机线绑在一起，并且跟着耳机穿梭在城市中。为了与音乐建立联系，视频展现了共享耳机的行为。

## 制作人员
认证来自于Tidal。
- 马丁·盖瑞斯 – 制作，作曲，歌词，录音工程
- 贾拉米·丹尼尔斯（Jaramye Daniels） – 作曲，歌词，人声
- 布兰登·格林（Brandon Green） – 作曲，歌词
- 乔治·图伊福特（Giorgio Tuinfort） – 作曲，歌词
- 罗伯·贝克休斯（Rob Bekhuis） – 人声工程

## 榜单
| 榜单（2019年）                               | 最高排名 |
| -------------------------------------------- | -------- |
| 比利时瓦隆（Ultratip榜外單曲榜）             | 29       |
| 比利时瓦隆（Ultratop舞曲榜）                 | 23       |
| 荷兰（荷蘭四十強單曲榜）                     | 26       |
| 新西兰（新西兰唱片音乐协会）                 | 25       |
| 瑞典（瑞典最熱榜）                           | 14       |
| 美國（《告示牌》Hot Dance/Electronic Songs） | 22       |